# طريق الموعوظين الجديد

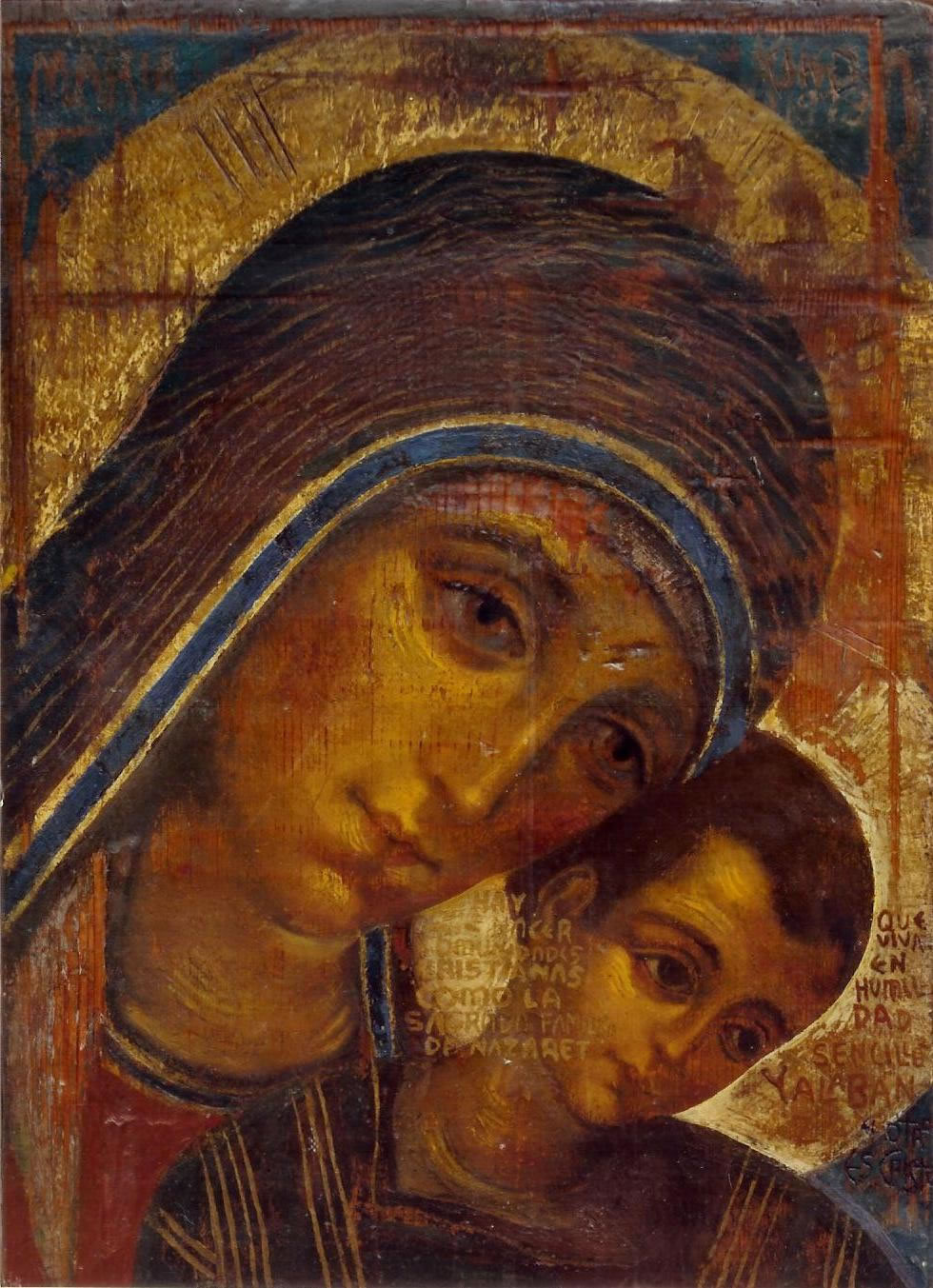
ايقونة مريم العذراء لكيكو ارغويلو الذي أسس طريق الموعوظين الجديد

طريق الموعوظين الجديد، المعروف أيضا باسم الموعوظين، الموعوظين هي جماعة داخل الكنيسة الكاثوليكية مكرسة للتنشئة المسيحية للبالغين. قد بدأت في مدريد عام 1964 من قبل الفنان والموسيقار كيكو أرغويلو وكارمن هرنانديز كاستجابة لالمجلس الفاتيكاني الثاني، وفي عام 2008 حصل على موافقة نهائية من جانب الكرسي الرسولي، واعترف به بموجب القانون الكنسي، حيث بدا بنشر الايمان الكاثوليكي
أخذ إلهامه من الموعوظين القديمة التي كانت في بدء المسيحية، والتي كانت تعد المتحولين من الوثنية إلى المسيحية لتعدهم لقبول المعمودية اما طريق الموعوظين الجدبد يوفر كرازات للبالغين بعد المعمودية للذين هم بالفعل أعضاء في الكنيسة. التزاما ب (التبشير الجديد (الذي دعا إليه البابا يوحنا بولس الثاني، طريق الموعوظين الجديد يدير أكثر من 75 مدرسة تبشيرية أبرشية في أماكن متنوعة مثل روما، وكراتشي، وسيدني وغوام، ومسؤولا عن مئات «الأسر الملتحقة بالبعثة»، الذين يعيشون في مدن عديدة في مختلف أنحاء العالم.
اما الجماعات المنظمة للموعوظين هي جماعات تكون مقسمة حسب الابرشيات حيث تتكون كل جماعة من 20 -50 شخص وهناك حوالي 40000 جماعة يقدر تعدادها مليون نسمة
تمت الموافقة على النظام الأساسي من قبل الكنيسة الكاثوليكية في عام 2002 واعطت الكنيسة الموافقة النهائية على النظام الأساسي في 13 يونيو 2008..

## تاريخ طريق الموعوظين الجديد

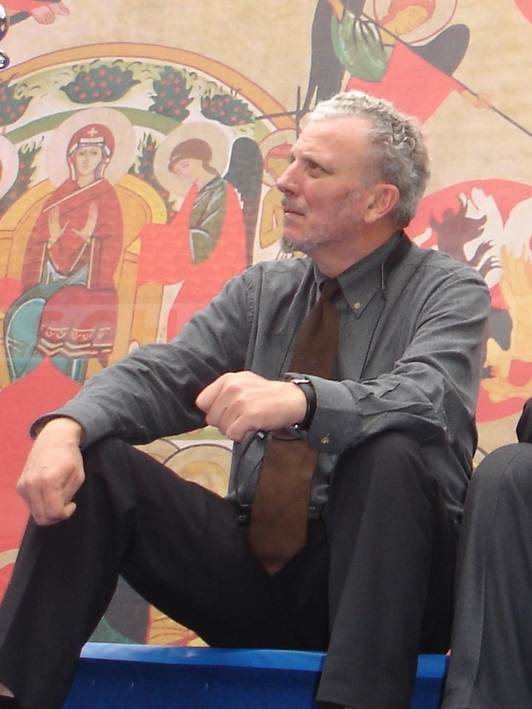
كيكو ارغويلو مؤسس طريق الموعوظين الجديد

أعلن المجلس الحبري للعلمانيين رسميا بان (طريق الموعوظين الجديد هو جماعة وهو ليست منظمة ولا حركة) وعلى ذلك بدا الموعوظين أولا في عام 1964 في الأحياء الفقيرة في بالوميراس اتلاس، مدريد من خلال عمل السيد فرانسيسكو (كيكو) ارجيللو والسيدة كارمن هرنانديز التي بدات بعد طلب الفقراء بدات بإعلان كلمة إنجيل يسوع المسيح وبعد مرور الوقت تجسد عملها بالكرازات حيث انتهت بولادة الثلاثي «كلمة الله-القداس-الجماعة» التي تبغي إلى قيادة الناس إلى الايمان بالتواصل الأخوي والإيمان الناضج 
جذبت هذه التجربة اللاهوتية الجديدة، التي ولدت في أعقاب التغييرات التي نفذت بعد المجمع الفاتيكاني الثاني، انتباه رئيس اساقفة كاسيميرو مورسيو، الذي شجع المبادرين في الطريق لنشره وتعميمه على الرعايا الذين يطلبون ذلك. انتشرت هذه التجربة تدريجيا في أنحاء إسبانيا حتى وصلت إلى مدريد. في عام 1968، وصلت روما واستقرت في بوجيتو لاتيني. بإذن من الكاردينال انجيلو ديل لكوا، ثم النائب العام للبابا لمدينة روما، بدات الكرازات لأولى في أبرشية سيدة القربان المقدس وشهداء الكندية. منذ ذلك الحين، واصل الموعوظين بالانتشار في الابرشيات في جميع أنحاء العالم
في عام 1974، وذلك بفضل المطران أنيبالي بونيني، ومجمع العبادة الإلهية تم نشر في المجلة الرسمية للمجمع، مذكرة موجزة تعرب عن تقديرها للأعمال التي يقوم بها الموعوظين من خلال الجماعات
خلال الاحتفال بالذكرى ال 30 عاما من لطريق الموعوظين يوم 24 يناير، 1997، دعا جوزيف راتسينغر(البابا بنديكتوس السادس عشر) صراحة إلى صياغة النظام الأساسي قائلا «خطوة مهمة جدا من شأنها أن تفتح الطريق للاعتراف القانوني الرسمي الكنسي مما يتيح لك مزيد من الضمان لموثوقيتك الخاصة»

## طبيعة ومهمة الجماعات الموعوظين الجديد
وفقا لنظامها الأساسي، طريق الموعوظين الجديد «هو خدمة الأساقفة كشكل من أشكال تنفيذ التنشئة المسيحية واستمرارية التعليم في الإيمان وفقا لمؤشرات المجمع الفاتيكاني الثاني والسلطة التعليمية في الكنيسة». وهي مكونة من «الموعوظية بعد المعمودية» (أو الموعوظية المعمودية إذا كان العضو لم يتلق سر المعمودية بعد)، والتعليم المستمر للايمان وخدمة الكرازات
من الكرازات الأولى، عادة تاخذ عدة سنوات مرورا بعدة مراحل تكون الايمان في الجماعات المحلية حتى يصبح العضو مؤهلا لكي يجدد عهود المعمودية (أو المعمودية)
تتم كرازات طريق الموعوظين الجديد في الابرشيات تحت اشراف مطران الابرشية مباشرة وبتوجيهات فريق المسؤولين للجماعة تبعا للخط الذي رسمه البادؤون للجماعة

## قيادة طريق الموعوظين الجديد
يقاد الطريق من قبل «فريق المسؤولين العالمي للطريق»، التي يتألف من مؤسسيها، كارمن هيرنانديز وكيكو أرغويلو، جنبا إلى جنب مع الأب ماريو بيزي، (كاهن أبرشية روما). وفقا لأحكام النظام الأساسي عام 2007، فإن ثلاثة من أعضاء القيادة في هذا الفريق يبقون مدى الحياة، وبعد ذلك تشكل هيئة انتخابية من كبار معلمي طريق الموعوظين لانتخاب فريقا جديدا، مع موافقة المجلس الحبري للعلمانيين، وسوف يملك الفريق الجديد تفويضا لقيادة الطريق لمدة 7 سنوات حتى يتم إجراء انتخابات جديدة
وتدار القيادة على المستوى الوطني والإقليمي من خلال نحو 700 فريق من «الكارزين المتجولين»، كل فريق يتكون من كاهن و2 أو 3 من العلمانيين، معين ومشرِف عليه فريق من المسؤولين الدوليين، اعتمادا على عدد الجماعات المحلية في منطقة معينة، فان فريق من الكارزين المتجولين قد يكون مسؤول عن تنفيذ طريق في بلد ما، أو مجموعة من البلدان أو منطقة من البلد.
لخص البابا يوحنا بولس الثاني على دور الكارزين المتجولين في مقابلة خاصة مع 2000 كاهن للجماعات في ديسمبر كانون الأول 1985 (نشرت في الطبعة الإيطالية رومانو اوسيرفاتو 11 ديسمبر، 1985):
«لقد ساهموا بتشكيل أول جماعة موعوظين في ابرشية ويفترض بهم ان يبقو على اتصال منتظم مع مطران الابرشية التي يعملون بها، وفرق الكارزين المتجولين تقي على اتصال مع المسؤولين لطريق الموعوظين، يزورون بصورة دورية الجماعات التي كرزوا بها ويهتمون بتطور طريق الموعوظين الجديد في المنطقة الموكلة اليهم ويكون مخلصا تماما للموهبة المعطاة للبادئيين ومطيعا للعادات المحلية»
طوال السنوات التي تغطي عمر جماعة الموعوظين المحلية، فريق الكارزين السلطة يمارس السلطة على 
إيمان الجماعة المستند على الأنشطة ويوفر لاعضاء الجماعة (من خلال مسيرتهم في الجماعة) تقدم بالإيمان وفهم المذهب الكاثوليكي من خلال كرازات الكنيسة الكاثوليكية. والكارزين المتجولين ليس لديهم أي الزام رسمي لمهمتهم حيث انهم حرين ان يستقيلوا في أي وقت.

## النشاط التبشيري
استجابة لعلمنة أوروبا الشمالية ومناطق شاسعة في العالم، عرض المبادرين لطريق الموعوظين الجديد برنامج (الأسر في البعثة). هذه العائلات تبشيرية تعمل على تأسيس وجود الكنيسة الكاثوليكية في البلدان التي لا يوجد فيها أي شيء (ويشار إلى هذا النحو Ecclesiae Implantatio)، أو لتعزيز وجود الطوائف الكاثوليكية في مناطق صعبة بشكل خاص.
في 12 كانون الثاني 2006، اجتمعت أكثر من 200 عائلة مع البابا بنديكتوس السادس عشر طالبين بتفويض تبشيري قبل بدء مهمتهم إلى فرنسا وألمانيا وبلجيكا والصين—ليصل عدد الموعوظين الجديد «الأسر في مهمة» إلى أكثر من 500 في كامل العالم.
في آذار 2008 عقد اجتماع لطريق الموعوظين الجديد مع تسعة كرادلة، منهم الكاردينال بول جوزيف كوردس والكاردينال ستانيسلو ريلكو، و160 أسقفا أوروبيا الذين تجمعوا في 24-29 مارس في مركز دوموس الجليلي الدولي على جبل التطويبات في الجليل. وقال الكاردينال شونبورن (انه خلال السنوات ال 40 الماضية أوروبا وقال «لا» لثلاث مرات في عام 1968 عندما رفضت «رسالة الحياة البشرية»، ثم، بعد 20 عاما، مع إباحة الإجهاض، واليوم مع الزواج مثلي الجنس)
كما دعا طريق الموعوظين الجديد بانه«استجابة من الروح القدس لهذا الوضع.» وقال الإعلان المشترك من الأساقفة «لدينا هنا اقتراح مهم، هو اقتراح طريق الموعوظين الجديد، الذي هو تجديد لحياة العائلة».
في 10 يناير 2009، اجتمع البابا مع أكثر من 10,000 شخص للاحتفال بمناسبة الذكرى ال 40 لطريق الموعوظين الجديد في روما. ومن هذا الاحتفال أرسلت عدة جماعات بأكملها إلى مهمة جنبا إلى جنب مع الكارزين المتجولين، والأسر في المهمة، والرسالة إلى الأمم (Missio Ad Gentes) وهو شكل جديد من المبعوثين للموعوظين الذي يقوم على إرسال ثلاثة أو أربعة أو خمسة عوائل باكملها إلى منطقة معينة بحسب طلب المطران.

## اكليريكية ام الفادي
فتح كيكو وكارمن أيضا اكليريكية ام الفادي. هذه الرحلة تعد من تشكيل الكاثوليكية ويوقظ الدعوات في كثير من الشباب قبل دخولهم الاكليريكية
هذه الخطة من تكوين الكاثوليكي لاعداد وايقاظ الدعوات في كثير من الشباب قبل دخولهم الاكليريكية
بدأت فكرة إنشاء هذه المعاهد في روما، وأبرشية الأب القدوس لإقامة معهد لاهوتي مع هذه الخصائص:
•ان تكون دولية بمعنى ان الدعوات تاتي من دول مختلفة
• تبشيرية بمعنى وفقا للرسامة، حيث يتم إرسال الكهنة اينما ارسلوهم رؤسائهم
في عام 1988، أنشئت أول مدرسة ام الفادي من قبل الكاردينال بوليتي، نائب البابا في روما.
في حزيران 2007، اقترح أبونا إلياس شقور (مطران الملكيين راعي كل من نعيم وحيفا والناصرة وجميع الجليل) إنشاء «فرع» للطريق الموعوظين الجديد «للعمل على وجه التحديد في طقوس الكنيسة الشرقية،»
رئيس الأساقفة شقور نص في رسالته انه بحث عن "شخص أو مجتمع للتبشير بالأخبار السارة لأبناء رعيته " كاستجابة لتبشير الطوائف، وهذا هو طريق الموعوظين الجديد ياتي كجواب. الأب رينو روسي تلقى الرسالة بفرح كبير وقدم تقريرا إلى زينيت (ZENIT) أن "نحن نشاطر الشعور بالإلحاح التي أعرب من خلال الاسقف شقور رئيس أساقفة التبشير " الحجارة الحية "في أرض الرب.
يوجد اليوم اكليريكيات ام الفادي في جميع أنحاء العالم في أماكن مختلفة مثل ماناغوا، نيكاراغوا، روما، نيوارك ومدريد وبرلين، وغوام، وسانتو دومينغو.
أيضا تم الإعلان أن المدرسة ام الفادي لطقوس الملكيين من المقرر أن تفتتح في عام 2008.

## إحصاءات طريق الموعوظين الجديد
الجدول التالي يحتوي على إحصاءات عن عدد من الجماعات في أوروبا والأمريكتين والشرق الأوسط وبلدان أخرى. اسست هذه الجماعات في داخل الأبرشيات، وكل جماعة عادة ما تتألف من ما بين 20 إلى 50 شخصا.
| الأمريكيتان -                                                   | الجماعات |
| --------------------------------------------------------------- | -------- |
| الأرجنتين                                                       | 1,500    |
| بليز                                                            | 4        |
| بوليفيا                                                         | 400      |
| البرازيل                                                        | 5,600    |
| كندا                                                            | 44       |
| شيلي                                                            | 460      |
| كولومبيا                                                        | 2,000    |
| كوستا ريكا                                                      | 350      |
| كوبا                                                            | 45       |
| جمهورية الدومنكان                                               | 560      |
| إكوادور                                                         | 570      |
| السلفادور                                                       | 500      |
| كواتيمالا                                                       | 800      |
| [[ملف:\|23x15px\|border \|alt=هندوراس\|link=هندوراس]] الهندوراس | 440      |
| المكسيك                                                         | 3,200    |
| نيكاراغوا                                                       | 300      |
| بنما                                                            | 200      |
| البرغواي                                                        | 500      |
| البيرو                                                          | 960      |
| بورتو ريكو                                                      | 130      |
| جزر تركس وكايكوس                                                | 6        |
| الولايات المتحدة                                                | 750      |
| الاورغواي                                                       | 200      |
| فنزويلا                                                         | 1,100    |
| الشرق الأوسط - دول                                              | الجماعات |
| مصر                                                             | 30       |
| العراق                                                          | 9        |
| إسرائيل                                                         | 20       |
| الأردن                                                          | 2        |
| الكويت                                                          | 3        |
| لبنان                                                           | 52       |
| فلسطين                                                          | 2        |
| اسيا - امم                                                      | الجماعات |
| الصين                                                           | 9        |
| كونغ كونغ                                                       | 4        |
| الهند                                                           | 250      |
| اليابان                                                         | 20       |
| كازاخستان                                                       | 9        |
| ماليزيا                                                         | 14       |
| باكستان                                                         | 20       |
| الفيلبين                                                        | 700      |
| سنغافورة                                                        | 7        |
| كوريا الجنوبية                                                  | 40       |
| سري لانكا                                                       | 7        |
| تايوان                                                          | 25       |

| أوروبا - امم           | الجماعات |
| ---------------------- | -------- |
| ألبانيا                | 22       |
| اندورا                 | 20       |
| النمسا                 | 38       |
| بيلا روسيا             | 11       |
| بلجيكا                 | 20       |
| بلغاريا                | 10       |
| كرواتيا                | 250      |
| قبرص                   | 5        |
| التشيك                 | 40       |
| الدنمارك               | 7        |
| استونيا                | 3        |
| فنلندا                 | 9        |
| فرنسا                  | 60       |
| جورجيا                 | 4        |
| ألمانيا                | 50       |
| اليونان                | 6        |
| هنغاريا                | 40       |
| أيرلندا                | 25       |
| إيطاليا                | 10,000   |
| كوسوفو                 | 2        |
| لاتفيا                 | 9        |
| لتوانيا                | 20       |
| لوكسنبرغ               | 1        |
| مالطا                  | 100      |
| موناكو                 | 4        |
| هولندا                 | 40       |
| النرويج                | 1        |
| بولندا                 | 1,000    |
| البرتغال               | 300      |
| رومانيا                | 50       |
| روسيا                  | 5        |
| سان مارينو             | 5        |
| صربيا، بوسنا وماسيدونا | 30       |
| سلوفاكيا               | 65       |
| سلوفينيا               | 40       |
| سويسرا                 | 35       |
| إسبانيا                | 7,000    |
| السويد                 | 14       |
| تركيا                  | 10       |
| أوكرانيا               | 45       |
| المملكة النتحدة        | 51       |
| أوقيانوسيا- امم        | الجماعات |
| أستراليا               | 60       |
| غوام                   | 31       |
| كيريباتي               | 3        |
| جزر ماريانا الشمالية   | 10       |
| بابوا غينيا الجديدة    | 1        |
| أفريقيا- امم           | الجماعات |
| مصر                    | 30       |
| المغرب                 | 2        |
| السودان                | 5        |
| تونس                   | 2        |
| زامبيا                 | 50       |
| نيميبيا                | 2        |

أكبر عدد من الجماعات موجودة في أوروبا (والعالم) هي موجودة في إيطاليا. إسبانيا وبولندا وغيرهما من البلدان مع أكثر من ألف جماعة في أوروبا.
تم العثور على أكبر عدد من الجماعات في العالم بالنسبة للبلد في مالطا، والتي لديها 100 جماعة في جزيرة تتكون من 400000 شخص وهو ما يعادل ضعف عدد من المجتمعات في كل من إيطاليا وإسبانيا.

### طريق الموعوظين الجديد في الأراضي المقدسة
خلال الاجتماع الذي عقد بالقرب من بحيرة طبرية من جانب طريق الموعوظين الجديد بعد زيارة البابا بنديكتوس السادس عشر إلى الأراضي المقدسة في مايو 2009، وصف كيكو ارجويلو وصفا موجزا للطريق في الأراضي المقدسة متضمنة فلسطين وإسرائيل. ان هناك حوالي 30 جماعة منتميين، حيث أنها مثالا للإنجازات المسكونية التي عملها طريق الموعوظين الجديد في السنوات الأخيرة.
هناك سبعة جماعات تابعة للطقوس اللاتينية، في يافا، تل أبيب، القدس، الناصرة، بيت لحم وقانا.
وبصرف النظر عن تشغيل اكليريكية ام الفادي داخل مركز دوموس الجليلي، وان اليونان الكاثوليك (الملكيين) لهم جماعات في 13 قرية فلسطينية: أربعة جماعات في عيلبون، أربعة جماعات في معليا، ثلاثة في كل من شفاعمرو وترشيحا، اثنتان في عبلين وواحدة في قانا.
بالإضافة إلى ذلك، هناك نوعان من الجماعات المارونية في الجش وحيفا، فضلا عن ذلك هناك جماعتين يتكلمان العبرية في حيفا وتل أبيب. وبدأ طريق الموعوظين في الأراضي المقدسة أيضا في الكنيسة الأرثوذكسية اليونانية تحديداً في قرية كفرياسيف.